# Nicole Nordhaus
Nicole Nordhaus (* 15. Juli 1978) ist eine frühere deutsche Biathletin.
Nicole Nordhaus nahm erstmals 1997 in Forni Avoltri bei den Juniorenweltmeisterschaften im Biathlon teil und wurde Siebte im Einzelbewerb. Auch bei der Junioren-EM im US-amerikanischen Jericho 1998 kam sie im Einzel zum Einsatz und wurde 25. Der größte internationale Erfolg wurde ein dritter Platz hinter Martina Glagow und Kathi Schwaab beim Sprint zum Saisonauftakt 1999/2000 im Europacup in Obertilliach. 2000 gewann sie mit der Staffel Thüringens an der Seite von Kati Wilhelm und Andrea Henkel die Silbermedaille.